# Val de Louyre et Caudeau
Val de Louyre et Caudeau község Franciaország Új-Aquitania régiójában, Dordogne megyében. Új községként 2017. január 1-jén jött létre Cendrieux és Sainte-Alvère-Saint-Laurent Les Bâtons egyesítésével.
Sainte-Alvère-Saint-Laurent Les Bâtons 2016. január 1-jén két korábbi község: Sainte-Alvère és Saint-Laurent-des-Bâtons egyesítésével jött létre. Lakosainak száma 1592 fő (2022. január 1.).

## Népesség
| Lakosok száma | 1623 | 1588 | 1595 | 1588 | 1588 | 1590 | 1592 |
|               | 2015 | 2017 | 2018 | 2019 | 2020 | 2021 | 2022 |